# Österreichische Miere
Die Österreichische Miere (Sabulina austriaca (Jacq.) Rchb., Syn.: Minuartia austriaca (Jacq.) Hayek), auch Österreich-Miere genannt, ist eine Pflanzenart in der Gattung Sabulina in der Familie der Nelkengewächse (Caryophyllaceae).

## Beschreibung

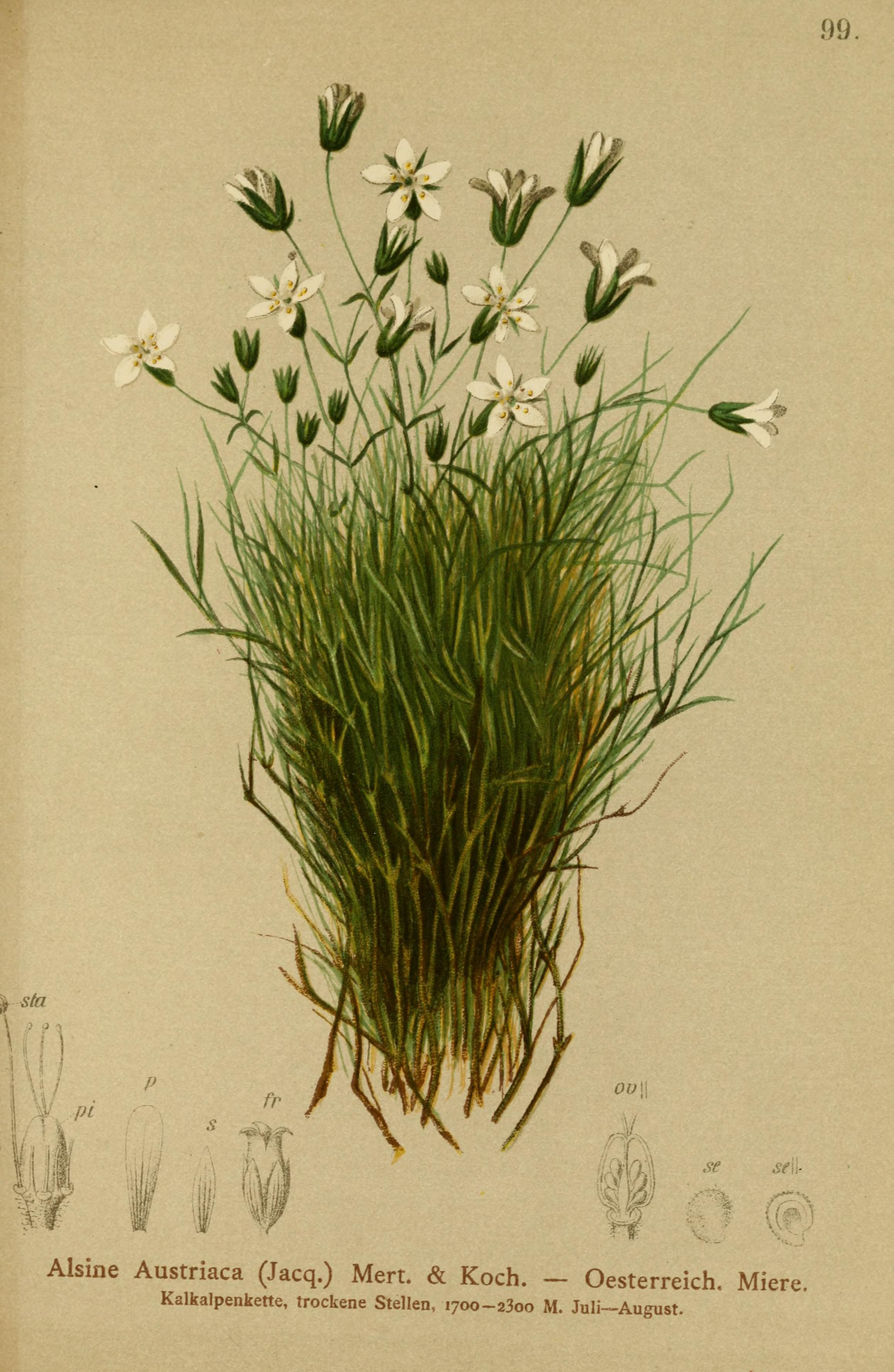
Illustration aus Atlas der Alpenflora, 1882

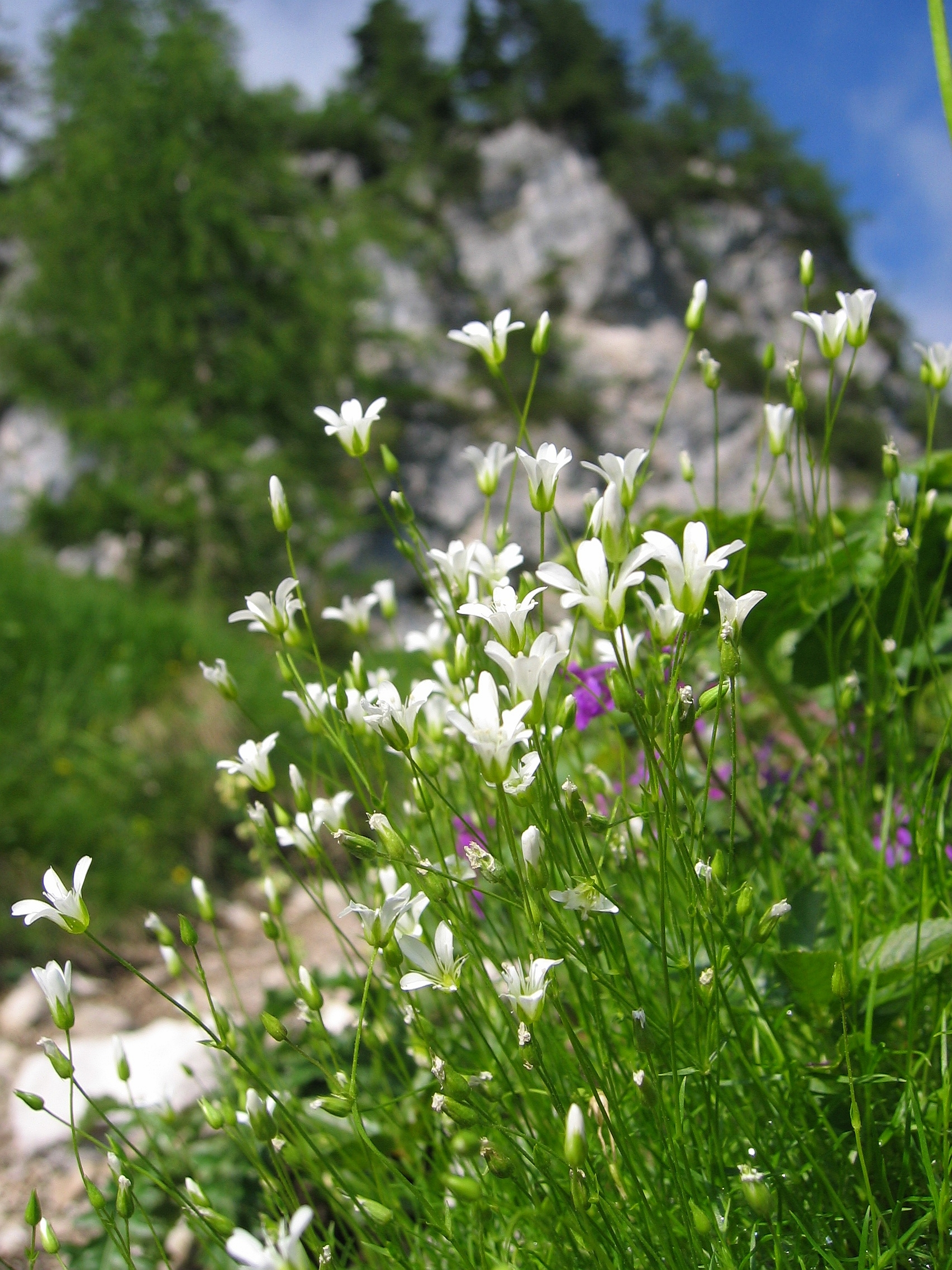
Habitus und Blüten im Habitat

### Vegetative Merkmale
Die Österreichische Miere wächst als ausdauernde krautige Pflanze und erreicht Wuchshöhen von 8 bis 20 Zentimetern. Sie bildet lockere Rasen. Die Grundachse ist reich verzweigt, die Verzweigungen sind niederliegend-ausgebreitet, aufrecht oder aufsteigend.
Die Laubblätter sind gegenständig angeordnet. Die kahle Blattspreite ist bei einer Länge von 10 bis 20 Millimetern sowie einer Breite von 0,5 bis 1 Millimetern schmal linealisch-lanzettlich. Die Blattspreite ist getrocknet deutlich dreinervig.

### Generative Merkmale
Die Blütezeit reicht von Juni bis August. Die einzelnen Stängel tragen meist zwei endständige Blüten. Die Blütenstiele sind etwa vier- bis zehnmal so lang wie der Kelch.
Die zwittrige Blüte besitzt eine doppelte Blütenhülle. Die Kelchblätter sind bei einer Länge von 4 bis 6 Millimeter eiförmig mit zugespitztem oberen Ende und sind nur am Grunde schmal hautrandig. Die weißen Kronblätter fast doppelt so lang wie der Kelch und sind am oberen Ende gestutzt oder gezähnelt. Die drei Griffel sind am oberen Ende kolbenförmig verdickt.
Die Kapselfrucht ist meist doppelt so lang wie der Kelch. Die Samen sind nierenförmig, braun und dicht warzig-papillös.
Die Chromosomenzahl beträgt 2n = 26.

## Vorkommen
Es gibt Fundortangaben für Deutschland, Österreich, Italien und Slowenien. In der Schweiz fehlt die Art. Die Österreichische Miere wächst zerstreut in den Ostalpen auf Kalkschuttfluren in der montanen bis subalpinen Höhenstufe. Ihre Wuchsorte liegen meist in Höhenlagen von 1400 bis 2470 Metern. Die Österreichische Miere ist eine Charakterart der Ordnung Thlaspietalia, kommt aber auch in Pflanzengesellschaften des Potentillion caulescentis vor.

## Taxonomie
Die Erstveröffentlichung erfolgte 1775 unter dem Namen Arenaria austriaca durch Nikolaus Joseph Freiherr von Jacquin in Florae Austriaceae 3, S. 39. Sie wurde 1832 von Ludwig Reichenbach in Flora Germanica Excursoria, 2, S. 787 als Sabulina austriaca (Jacq.) Rchb. in die Gattung Sabulina gestellt. Diese Art wurde 1908 durch August von Hayek in Flora der Steiermark 1, S. 274 als Minuartia austriaca (Jacq.) Hayek in die Gattung Minuartia gestellt. Weitere Synonyme für Sabulina austriaca (Jacq.) Rchb. sind: Alsine austriaca (Jacq.) Mert. & W.D.J. Koch, Alsine austriaca (Jacq.) Wahlenb. Alsine flaccida var. austriaca (Jacq.) Fiori.
Entsprechend molekulargenetischer Daten wurden durch Dillenberger et al. 2014 die Arten der Gattung Minuartia in etwa elf Gattungen aufgeteilt; seither ist Sabulina austriaca (Jacq.) Rchb. der akzeptierte Name.